# Грузенберг, Оскар Осипович

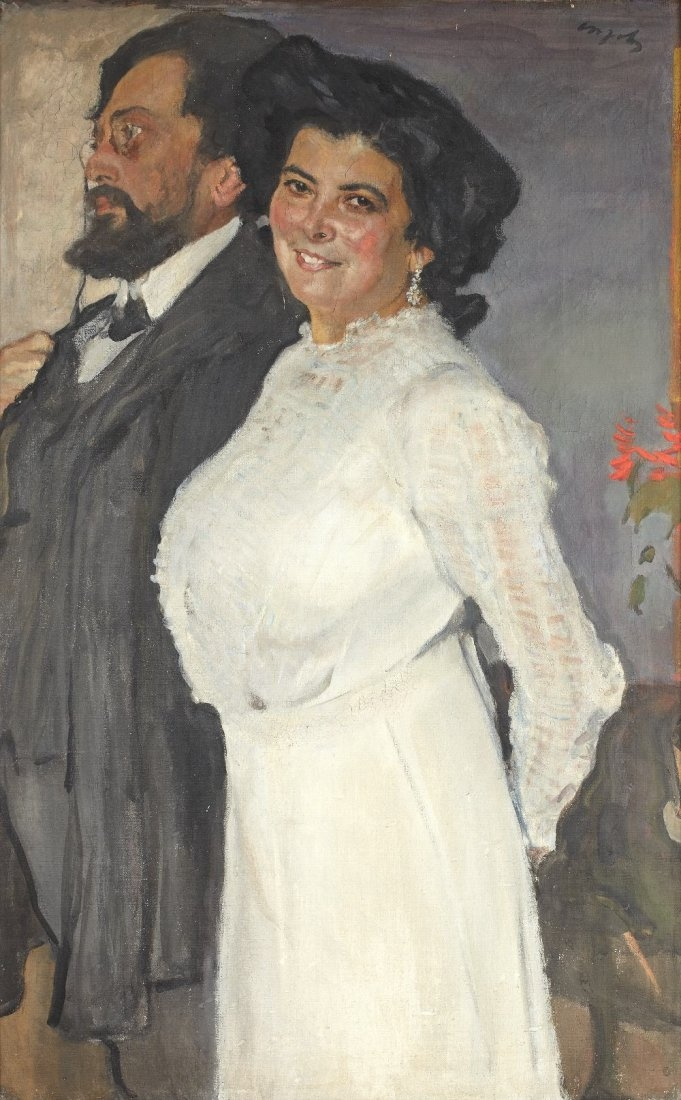
Вместе с женой. Портрет кисти В. Серова

Оскар Осипович (Израиль Иосифович) Грузенберг (15 апреля 1866, Екатеринослав — 27 декабря 1940, Ницца) — российский юрист и общественный деятель (среди современников был известен под прозвищем «Еврейский защитник»). Брат философа и психолога C. О. Грузенберга.

## Биография
Оскар Осипович Грузенберг родился в традиционной еврейской семье в 1866 году в Екатеринославе. Дед его был раввином, отец — купцом 2-й гильдии.
В 1889 году окончил юридический факультет Киевского университета. Служил помощником присяжного поверенного; с 10 января 1905 г. — присяжным поверенным в Санкт-Петербурге. Один из редакторов журнала «Право», вёл отдел уголовного суда в «Журнале Санкт-Петербургского юридического общества». Специалист по политическим и уголовным делам, выступал защитником известных писателей, общественных и политических деятелей (в том числе Максима Горького, В. Г. Короленко, Корнея Чуковского, П. Н. Милюкова, Л. Троцкого и других).
В 1913 был одним из защитников Бейлиса на процессе по делу о ритуальном убийстве. Среди других громких дел Грузенберга — обвинение евреев Орши в нападении на христианское население из побуждений религиозной вражды; судебные разбирательства после погромов в Кишинёве и Минске; дело Пинхуса Дашевского, покушавшегося на жизнь Крушевана; дело Блондеса — жертвы кровавого навета в Вильне.
Кроме адвокатской деятельности Грузенберг активно помогал политическими и юридическими советами депутатам-евреям третьей и четвёртой Государственных дум. Был членом Конституционно-демократической партии. Баллотировался от неё по Виленской губернии на выборах во вторую Государственную думу, но не был избран.
После Февральской революции назначен сенатором Уголовного департамента Правительствующего Сената, избран во Всероссийское Учредительное собрание по еврейскому национальному списку (Список № 10) по Херсонскому избирательному округу. Также был избран Учредительное Собрание и по Киевскому избирательному округу по списку № 2 (еврейский национальный избирательный комитет), в связи с его отказом  от данного мандата на это место был выбран Н. С. Сыркин.
После прихода большевиков уехал в Одессу, затем Тифлис. В 1918—1919 годах возглавлял Еврейский совет самообороны и Совет по оказанию помощи жертвам погромов.
С 1920 года в эмиграции, был сотрудником «Современных записок». В 1921—1923 годах жил в Берлине. В 1926—1932 годах жил в Риге, где занимался практикой и основал ежемесячный юридический журнал «Закон и Суд», существовавший до 1938 года. Последние годы жизни Грузенберг провел во Франции на Ривьере. В Ницце написал воспоминания. Умер в Ницце 27 декабря 1940 года. По этому поводу Павел Милюков написал: «…Умер человек большого таланта и, главное, человек честный». В 1951 году перезахоронен в Тель-Авиве.

## Семья
- Жена — Роза Гавриловна Грузенберг (урождённая Голосовкер, 1867—1941)[5], её  племянник  Яков Эммануилович Голосовкер, философ и переводчик..
  - Дочь — Софья Оскаровна в замужестве Прегель (1892 — 2 сентября 1932, Берлин)[7].
  - Сын — Юрий Оскарович Грузенберг (1897—?), выпускник школы Карла Мая (1915), лётчик британской авиации.
- Брат — Семён Осипович Грузенберг, философ.

## Память
Одна из центральных улиц Иерусалима носит имя Оскара Грузенберга, также есть улица Грузенберга в Тель-Авиве.

## Избранные сочинения
Источник — Электронные каталоги РНБ
- Речь защитника, помощь. присяж. повер. О. О. Грузенберга // Дело об убийстве Марии Лесковой : (Убийство или самоубийство?). — СПб.: Я. А. Канторович, 1903. — С. 61-92. — 93 с. — (Библиотека судебных процессов).
- Грузенберг О. О. О петроградской адвокатской громаде : [Речь произнесенная в юбилейном собр. петрогр. присяжных поверенных и их помощников]. — Петроград: Юрид. кн. склад «Право», 1916. — 31 с.
- Грузенберг О. О. Вчера : Воспоминания. — Париж: Б. и., 1938. — 242 с. [Английский перевод: Yesterday: Memoirs of a Russian-Jewish Lawyer. — Univ. of California press, 1981.]
- Грузенберг О. О. Очерки и речи. — Нью-Йорк: Б. и., 1944. — 250 с.